# Хаблов Максим Сергійович
Максим Сергійович Хаблов (нар. 8 січня 1988, Сімферополь, УРСР) — український футболіст, півзахисник.

## Життєпис
Народився у Сімферополі, у дитинстві проживав у селі Світле Джанкойського району, а згодом — у селі Поштове, Бахчисарайського району Криму. У ранні роки займався спортивною гімнастикою, тренером з якої був його батько. Також батько, який виступав за аматорські колективи, прищепив сина інтерес до футболу. З 2000 року займався у футбольній школі сімферопольської «Таврії». У турнірах ДЮФЛ України провів за кримчан 45 матчів та відзначився 13-ма голами. З 2006 року — у дублі «Таврії». До заявки основної команди потрапив лише один раз, у 2006 році, на матч Кубку України проти ужгородського «Закарпаття», однак на полі так і не з'явився. Надалі виступав за клуб виключно в турнірі дублерів й молодіжній першості, яка змінила його, де загалом відіграв 109 матчів та відзначився 3-ма голами. Залишив «Таврію» у 2010 році.
Після відходу з «Таврії» якийсь час виступав за аматорські команди з чемпіонату Криму. 2012 року став гравцем вінницької «Ниви», у складі якої дебютував на професіональному рівні в Першій лізі чемпіонату України. Влітку того ж року перейшов до іншого клубу першого дивізіону — кіровоградської «Зірки», в якій провів півроку. У січні 2013 року підписав контракт із херсонським «Кристалом», який виступав у другій лізі, кольори якого захищав до літа, після чого став гравцем свердловського «Шахтаря». У 2014 році, на запрошення Максима Тищенка, з яким був знайомий по роботі у «Зірці», перейшов у команду литовської А Ліги, в гарґждайську «Бангу». Виступав за литовську команду до липня 2014 року, у складі клубу дійшов до фіналу Кубку Литви та провів два матчі у Лізі Європи УЄФА проти ірландського «Слайго Роверз». 2015 року провів декілька матчів за аматорську «Анапу» у кубку Краснодарського краю, після чого повернувся до Криму. Після 2016 року грав у декількох клубах окупаційної Прем'єр-ліги КФС, а також за аматорські команди півострова.

## Досягнення
- Кубок Литви
  -  Фіналіст (1): 2013/14